# Scionomia praeditaria
Scionomia praeditaria là một loài bướm đêm trong họ Geometridae.